# 世界中央廚房
世界中央廚房（英語：World Central Kitchen，簡稱WCK）是一個非營利的非政府組織，致力於在自然災害發生後提供食物。該組織由廚師何塞·安德烈斯於2010年創立，並在海地發生毀滅性地震後為當地災民準備食物。其運作方式是成為第一個應對者，然後與當地廚師合作來製定解決方案，以解決災難後立即出現的飢餓問題。

## 救災

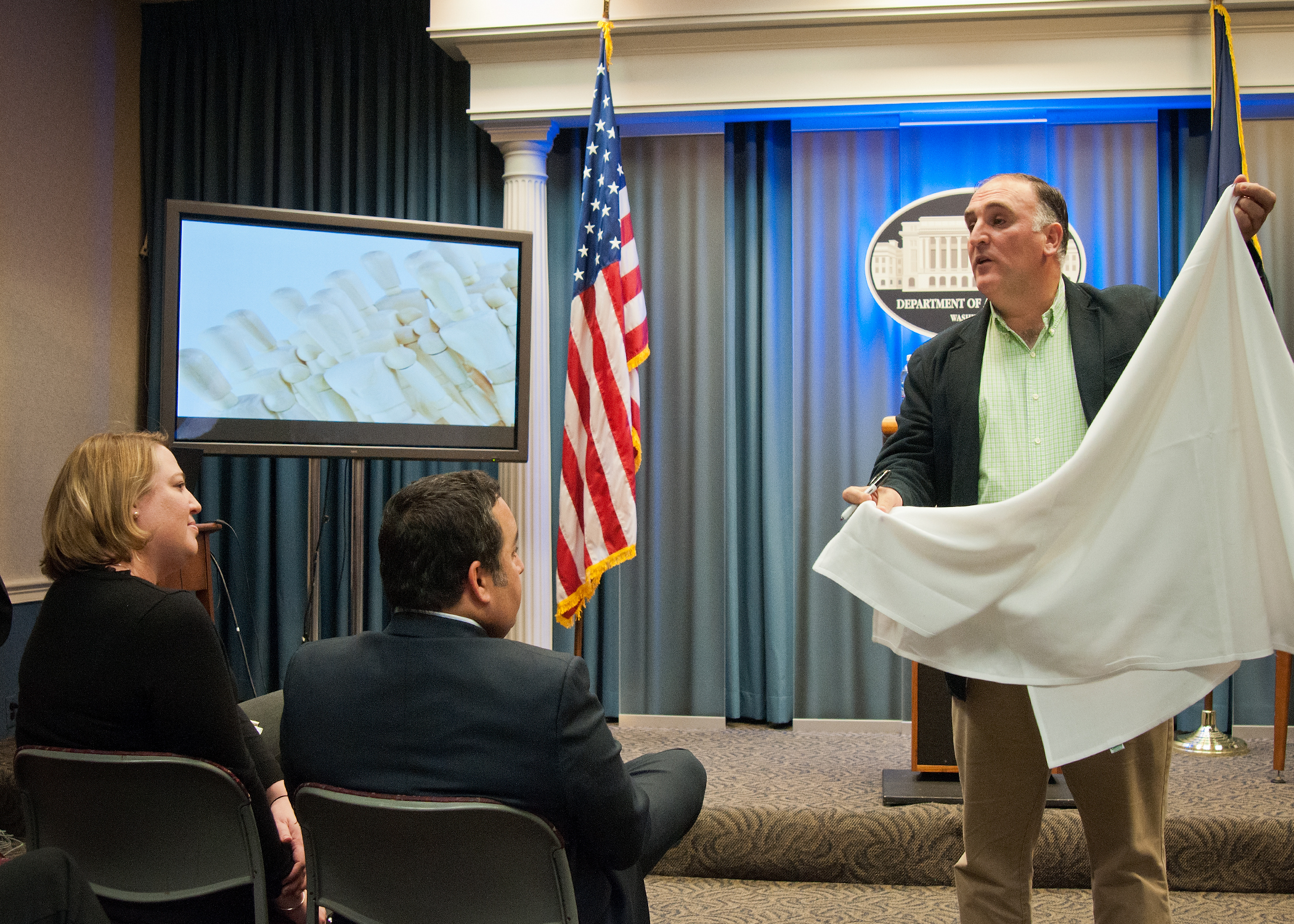
世界中央廚房主廚何塞·安德烈斯與白宮聯絡人員

自世界中央廚房成立以來，其已在多明尼加共和國、尼加拉瓜、贊比亞、秘魯、古巴、烏干達、巴哈馬、柬埔寨、烏克蘭、巴勒斯坦和美國為當地災民提供饍食。

### 波多黎各颶風瑪麗亞
2017年颶風瑪麗亞過後，何塞·安德烈斯成為波多黎各災難救援工作的領導者。他提供援助的努力遭到聯邦緊急事務管理署和政府官僚的阻礙，所以他們只好「開始做飯」。他組織一個由廚師和志願者組成的草根運動，建立通訊、食物供應和其他資源，並開始提供饍食。安德烈斯和他的組織世界中央廚房在颶風後的第一個月內提供超過兩百萬份飯菜。世界中央廚房獲得了兩份短期的聯邦緊急事務管理署合約，提供比救世軍或紅十字會更多的饍食，但它申請長期支持的請求被拒絕。世界中央廚房在島上建立了恢復中心，並在聖胡安的一個溫室安裝了一個水合板陣列，提供安全的飲用水。
由於安德烈斯在波多黎各所做的努力，他被詹姆斯·比爾德基金會頒發2018年度人道主義獎。他寫了一本關於這次經歷的書，名為《我們餵養一座島嶼：重建波多黎各的真實故事，一次一頓飯》（We Fed an Island: The True Story of Rebuilding Puerto Rico, One Meal at a Time）。

### 2017年至2019年活動

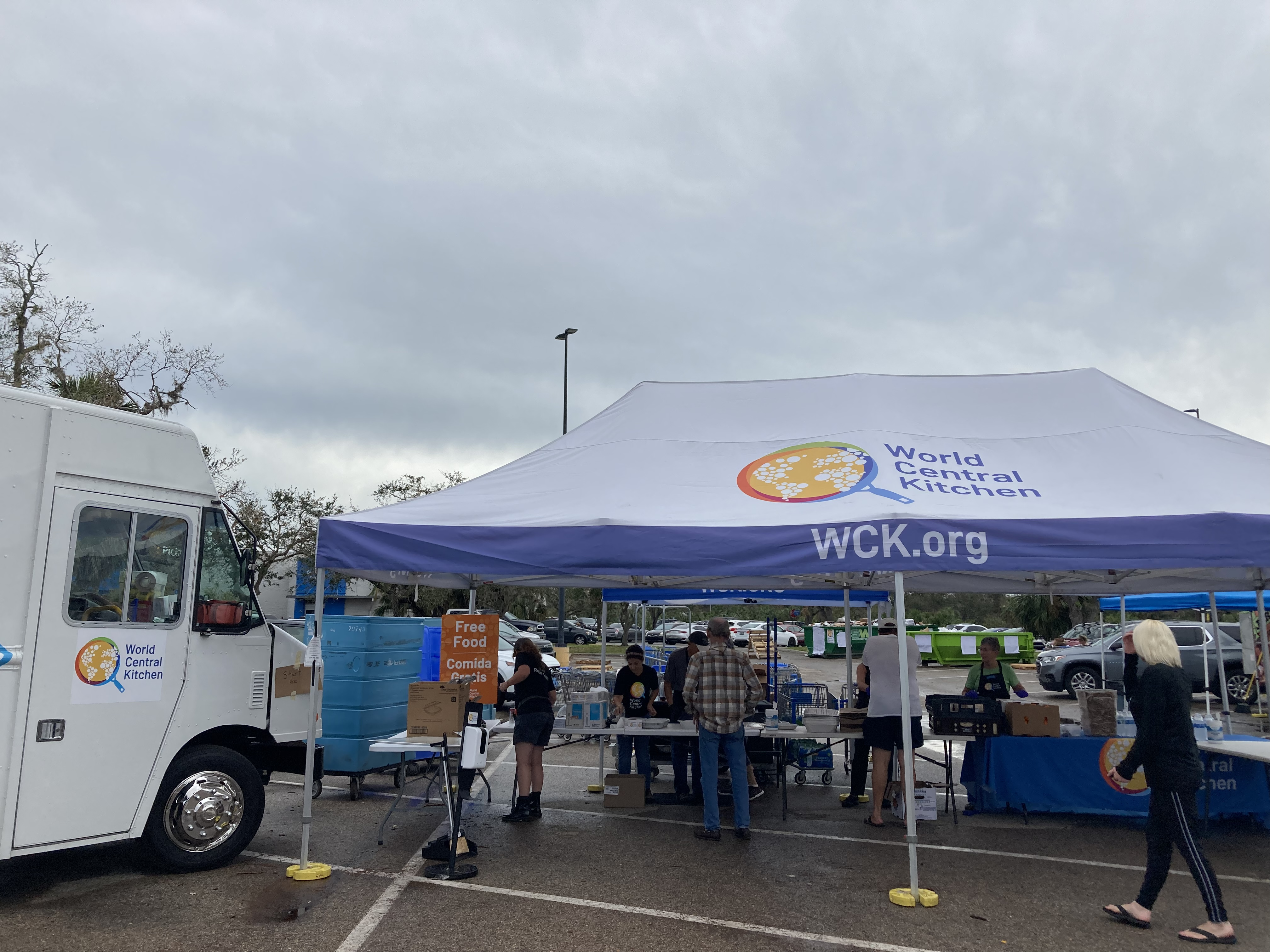
颶風伊恩過後，世界中央廚房在佛羅里達州夏洛特港口部署

2017年8月，颶風哈維過後，世界中央廚房與美國紅十字會協調並在德克薩斯州休斯頓開展工作。2017年12 月托馬斯火災期間，世界中央廚房在南加州文图拉县開展工作，協助消防員和急救人員，並向受火災影響的家庭提供食物。
一個廚房為了服務受2018年6月火山爆發影響的夏威夷社區而建立。在2018年9月，世界中央廚房在南卡羅來納州的颶風佛羅倫斯過後工作。2018年11月，世界中央廚房和主廚安德烈斯與廚師蓋伊·菲埃里（Guy Fieri）、泰勒·弗洛倫斯（Tyler Florence）和當地的內華達山脈釀酒公司合作，為加州巴特縣的15000名坎普火災倖存者提供感恩節晚餐。
2019年1月，世界中央廚房和安德烈斯在華盛頓特區宾夕法尼亚大道開設了一家餐廳，為在2018年—2019年美国联邦政府停摆事件期間停職的聯邦工作人員提供食物。2019年9月，世界中央廚房和安德烈斯在巴哈馬開設廚房，為颶風多利安過後的災民提供食物。10月，他們在金卡德火災期間為加州索諾馬縣的當地廚師蓋伊·費里 (Guy Fieri) 等提供幫助。

### 2020年至今
2020年3月初，由於2019冠狀病毒病大流行，至尊公主號遊輪在舊金山附近接受隔離。世界中央廚房與好胃口管理公司（金巴斯集團旗下子公司）合作，為數千名滯留乘客提供了大約一週的食物，同時也解決後勤問題。其這場危機期間提供了超過5萬份餐點。
2020年3月中旬，安德烈斯將紐約市和華盛頓特區的8家餐廳改造成施粥廚房，以支持受2019冠状病毒病纽约州疫情影響的顧客。
2020年3月下旬，在舊金山灣區，世界中央廚房與前線食品（Frontline Foods）合作，提供開源服務，由當地餐廳向當地醫院工作人員提供饍食，其中許多工作人員受到了2019冠狀病毒病疫情而受到負面影響。後來世界中央廚房承擔前線食品營運的責任和管理。
2020年4月，世界中央廚房和安德烈斯與美國職棒大聯盟球隊華盛頓國民合作，使用該隊位於華盛頓特區的體育場為廚房和免費餐點之分發設施。
2022年2月下旬，安德烈斯和世界中央廚房在俄羅斯入侵烏克蘭期間向多個地點，包括烏克蘭邊境地區和飽受戰禍的哈爾科夫市分發饍食。截至2022年3月2日，世界中央廚房已在波蘭—烏克蘭邊界開設了8家廚房。
2023年土耳其-敘利亞地震後，2023年2月，世界中央廚房在土耳其和敘利亞各地設立移動廚房。
2023年8月，世界中央廚房在2023年夏威夷山火期間於夏威夷州茂宜島設立了廚房，以救助拉海納和西毛伊島失去家人、工作和家園的災民。他們在志工的幫助下每天提供6000至6300份餐點。

### 遭以色列軍隊襲擊
2024年4月1日以色列—哈瑪斯戰爭期間，一隊代表阿联酋分发从塞浦路斯经海路运来的100多吨人道主义粮食援助的世界中央厨房援助車隊（四辆汽车）遭遇以色列军對空袭，致7名救援人员死亡。車隊事前两次通过海陆向加沙运输100多吨经以色列检查、允许和监督的粮食，使用的临时码头也是美国的“加沙海运码头”项目，而且車隊事先也已經和以色列軍方協調過行動，向以军通报了团队的预定路线，汽车顶部刷上了自己组织的标志，行驶在非交战区，以军也为此专门成立了一个行动室，负责确保路线安全。但車隊在加薩中部一處倉庫卸下人道糧食後，分別乘坐3輛車離開，途中依然在加沙地带中部代尔巴拉赫以南被以军的小型制导炸弹空袭攻撃。在第一枚导弹击毁第一辆汽车后，车上的人员立即下车，登上第二辆车逃跑并用无线电向上级呼救，第二辆车在行駛了約900米后，离第一辆汽车被击毁几秒钟後也被击毁，受伤者被抬上第三辆车逃跑，直到行駛了約1.5公里后，第三枚导弹杀死全部七人，而整个逃離追杀的过程长达2.43公里，過程中幾乎每一輛車都被精确命中，其中第二辆车更被直接命中。世界中央廚房行政總裁艾琳·戈爾（Erin Gore）隔日發出聲明，宣布7名分別來自英國、爱尔兰、澳洲、波蘭、巴勒斯坦和一名美国和加拿大双重国籍員工遇難身亡，並暫停在加薩和區域內的糧食援助行動，运输救援物资的船只也撤回塞浦路斯，又指這是在食品被用作戰爭武器的最嚴峻情況下，針對人道主義組織的攻擊，「不可原諒」。
同年4月3日，以色列國防軍总参谋长赫齐·哈莱维发表视频声明，就世界中央厨房成员在加沙遇袭事件道歉，并表示以军无意伤害该慈善组织援助人员，此次袭击源于以军的“错误识别”，袭击发生在夜间、战争中以及非常复杂的情况之下，同时哈莱维表示未来将由独立机构负责全面调查该事件并公布调查结果。但部分家屬未有接納以軍的道歉。
11月30日，以色列在汗尤尼斯发动袭击，导致三名世界中央厨房雇员丧命。世界中央厨房隨後宣布暂停在加沙地帶的运作。

## 榮譽
- 何塞·安德烈斯憑藉與世界中央廚房的合作，獲得詹姆斯·比爾德基金會2018年年度人道主義獎[13][37]。
- 何塞·安德烈斯憑藉與世界中央廚房的合作，於2018年被《時代雜誌》評為时代百大人物之一[38]。
- 何塞·安德烈斯憑藉與世界中央廚房的合作，獲得2021年阿斯图里亚斯亲王奖[39]。
- 何塞·安德烈斯憑藉與世界中央廚房的合作，而獲得了杰夫·贝索斯頒發的2021年勇氣和文明獎[40]。

## 另見
- 《我們養活人》——朗·霍華德在2022年拍攝的世界中央廚房的紀錄片。

## 外部鏈結
- . wck.org.   [2021-03-02]. （原始内容存档于2022-03-10） （英语）.
- . guidestar.org.   [2018-04-13]. （原始内容存档于2023-02-22） （英语）.
- Think Food Group （页面存档备份，存于）